# Jean Tricart
Jean Tricart (16 de septiembre de 1920, Montmorency - 6 de mayo de 2003, Estrasburgo) fue un geógrafo francés especializado en geomorfología.

## Biografía
Fue Ayudante de primera de André Cholley, su director de tesis, en la Sorbonne, antes de enseñar en la Universidad Louis Pasteur de Estrasburgo, desde 1955, donde fundaría el "Centro de Geografía Aplicada", en 1956. En los años 1970, fue, junto a Georges Bertrand, uno de los más influyentes especialistas en la renovación de la geografía física francesa, 

haciendo hincapié en la necesidad de realizar una geografía física integral (y) el hecho de que la naturaleza es parte de lo social

Fue experto del Consejo de Europa y consultor de la UNESCO y de la FAO: en este rol visitó Argentina, Chile , Brasil, Venezuela y numerosos otros países de África, Asia.
Creó y dirigió la Revue de géomorphologie dynamique.

“Existen bajo nuestros ojos muchas herencias, muchas características del ambiente natural que actualmente ya no se elaboran y que sobreviven a las condiciones en que se han desarrollado”. Jean Tricart y Jean Kilian 1982.

## Algunas publicaciones

### Libros
- Jean Tricart. L'épiderme de la Terre (1962),
- Jean Tricart. Principes et méthodes de la géomorphologie, Masson, Paris, 1965, 496 pp.
- Jean Tricart & André Cailleux. Le modelé des régions périglaciaires. Traité de géomorphologie, tome II, SEDES, Paris, 1967, 512 pp.
- Jean Tricart & André Cailleux. Le modelé des régions sèches. Traité de géomorphologie, tome IV, SEDES, Paris, 1969, 472 p.
- Jean Tricart. "La terre planète vivante" PUF, "le géographe" section dirigée par Pierre George, 1972
- Jean tricart "La Tierra, planeta viviente". Akal, Barcelona, 1981,171 pp. (Trad. M. Frochoso)
- Jean Tricart & André Cailleux. Le modelé des régions chaudes. Forêts et savanes. Traité de géomorphologie, tome V, deuxième édition, SEDES, Paris, 1974, 345 pp.
- Jean Tricart. Précis de géomorphologie. Tome 2 : géomorphologie dynamique générale, SEDES /CDU, Paris, 1977, 345 pp.
- Jean Tricart. Géomorphologie applicable, Masson, Paris, 1978, 204 pp.
- Jean Tricart. Précis de géomorphologie. Tome 3 : géomorphologie climatique, SEDES / CDU, Paris, 1981, 313 pp.
- Jean Tricart & André Cailleux. Introduction à la géomorphologie climatique. Traité de géomorphologie, tome I, SEDES, París, 1965, 306 pp.
- Jean Tricart & Jean Killian. " L´écogéographie et l´aménagement du milleu naturel". F. Maspero, Paris, 1979, 288 pp.
- Jean Tricart & Jean Killian." La eco-geografía y la ordenación del medio natural. Anagrama, Barcelona,1982, 288 pp.(trad. J. Jordá, C. Nieto, N. Pérez de Lara).